# Вила-ду-Бишпу
 Ви́ла-ду-Би́шпу  (порт.  Vila do Bispo; /'vila du 'biʃpu/) — посёлок городского типа в Португалии, центр одноимённого муниципалитета в округе Фару. Численность населения — 1,0 тыс. жителей (посёлок), 5,3 тыс. жителей (муниципалитет). Посёлок и муниципалитет входят в регион Алгарве и субрегион Алгарве. Часть городской агломерации Большое Алгарве.

## Расположение
| Google Map |

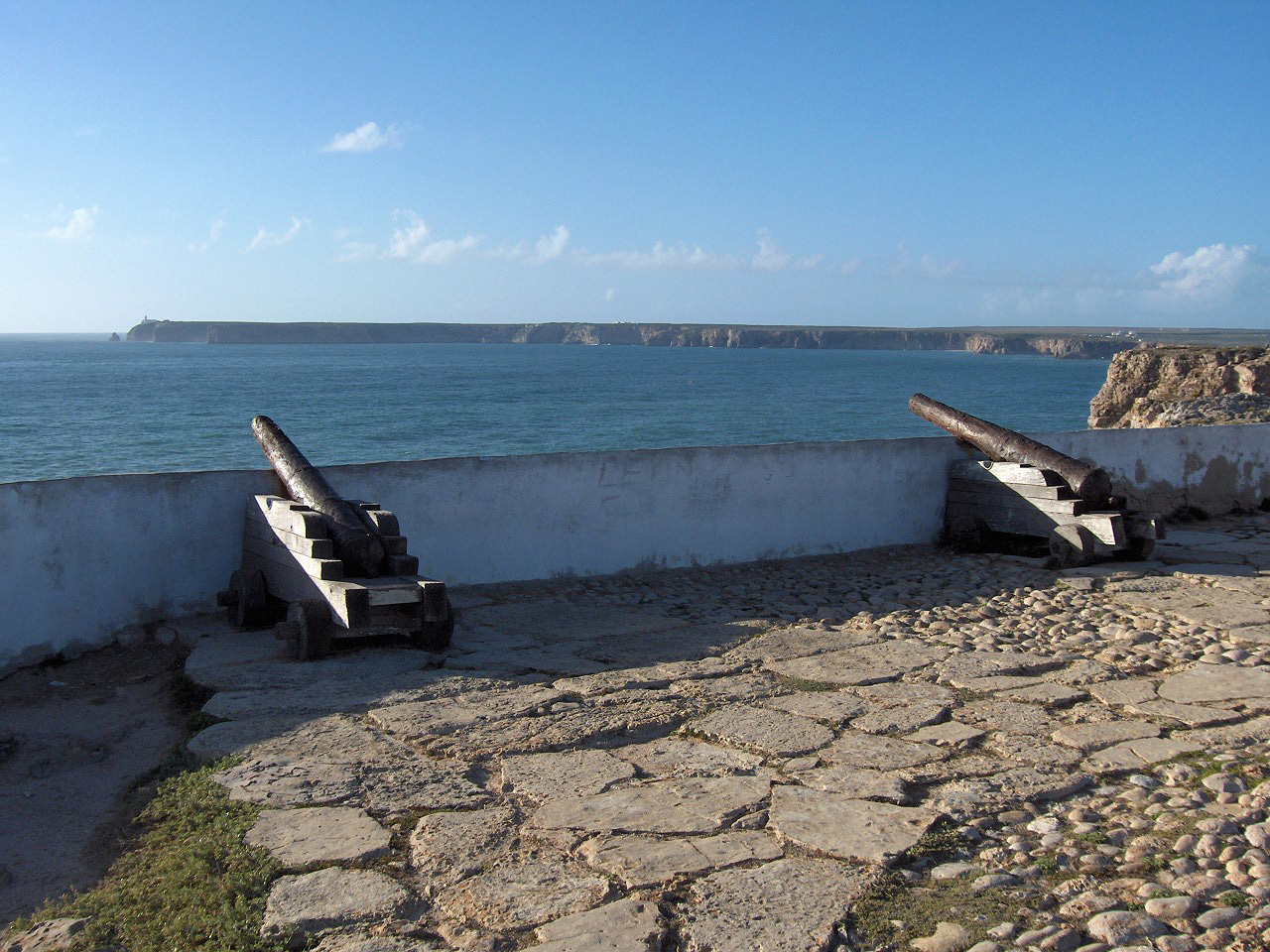
Орудия форта Сагреш

Вила-ду-Бишпу расположен рядом с мысом Сан-Висенте (который является самой юго-западной точкой Европы), на территории Национального парка Судоэште-Алентежану-и-Кошта-Висентина.
Расстояние до:
- Лиссабон — 183 км,
- Фару — 87 км.
- Бежа — 139 км

Муниципалитет граничит:
- на севере — муниципалитет Алжезур
- на северо-востоке — муниципалитет Лагуш,

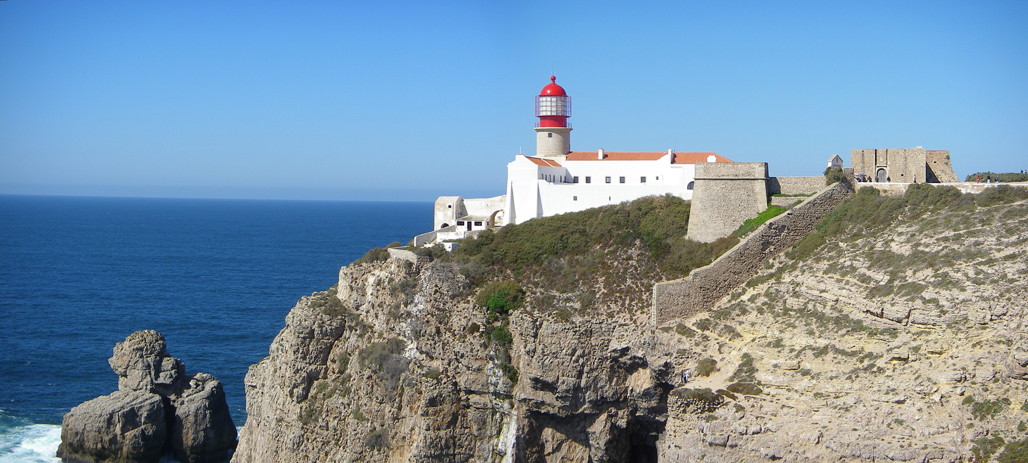
Маяк мыса Сан-Висенте

- на юге — Атлантический океан.
- на западе — Атлантический океан

## Население

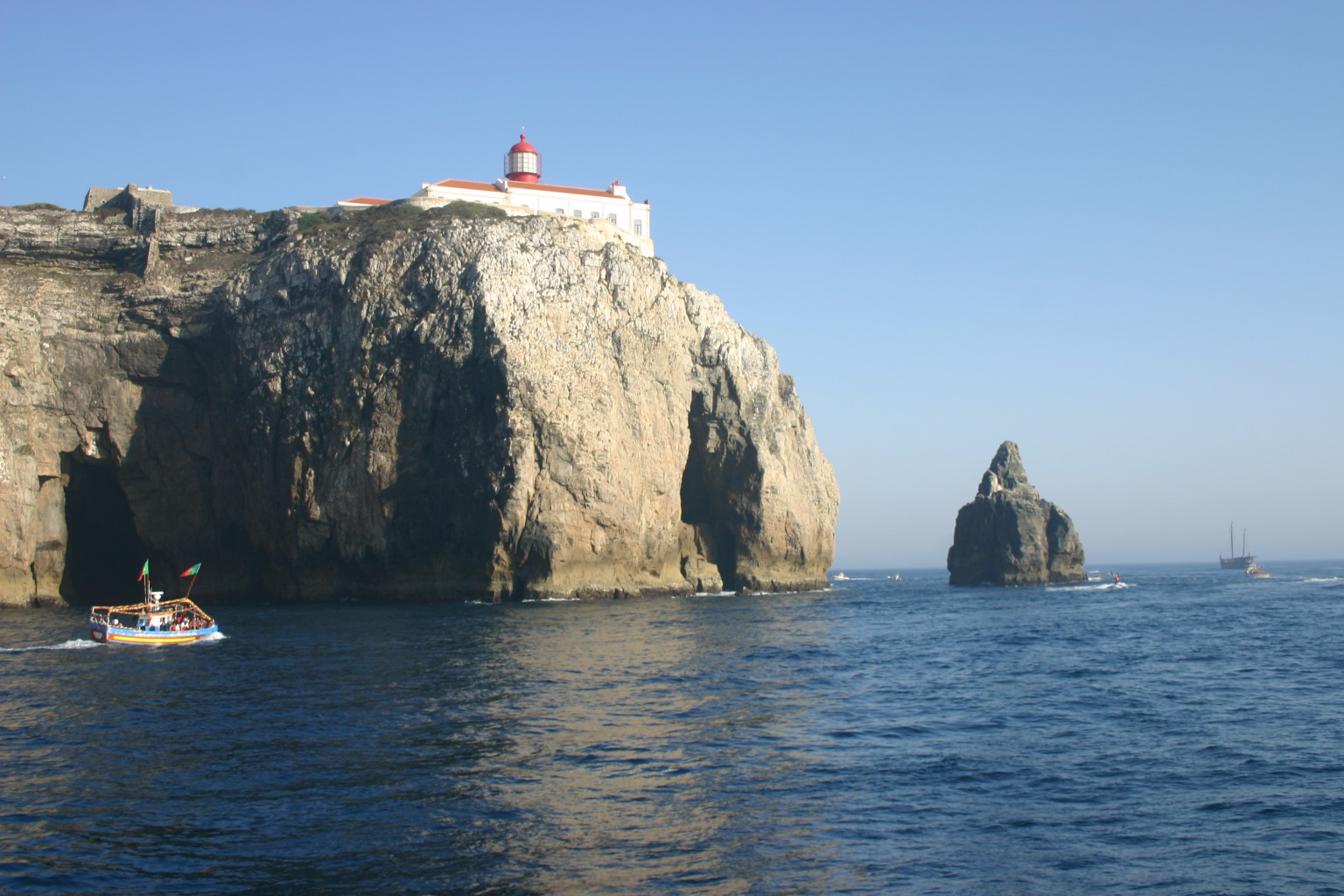
Мыс Сан-Висенте

| Население муниципалитета Вила-ду-Бишпу (1801—2004) | Население муниципалитета Вила-ду-Бишпу (1801—2004) | Население муниципалитета Вила-ду-Бишпу (1801—2004) | Население муниципалитета Вила-ду-Бишпу (1801—2004) | Население муниципалитета Вила-ду-Бишпу (1801—2004) | Население муниципалитета Вила-ду-Бишпу (1801—2004) | Население муниципалитета Вила-ду-Бишпу (1801—2004) | Население муниципалитета Вила-ду-Бишпу (1801—2004) | Население муниципалитета Вила-ду-Бишпу (1801—2004) |
| -------------------------------------------------- | -------------------------------------------------- | -------------------------------------------------- | -------------------------------------------------- | -------------------------------------------------- | -------------------------------------------------- | -------------------------------------------------- | -------------------------------------------------- | -------------------------------------------------- |
| 1801                                               | 1849                                               | 1900                                               | 1930                                               | 1960                                               | 1981                                               | 1991                                               | 2001                                               | 2004                                               |
| 684                                                | 3278                                               | 4912                                               | 6082                                               | 5988                                               | 5700                                               | 5762                                               | 5349                                               | 5381                                               |

## История
Посёлок основан в 1662 году.
В XV—XVIII вв. территория Португалии неоднократно подвергалась атакам пиратов и у мыса Св. Висенте неоднократно проходили морские сражения.

## Достопримечательности

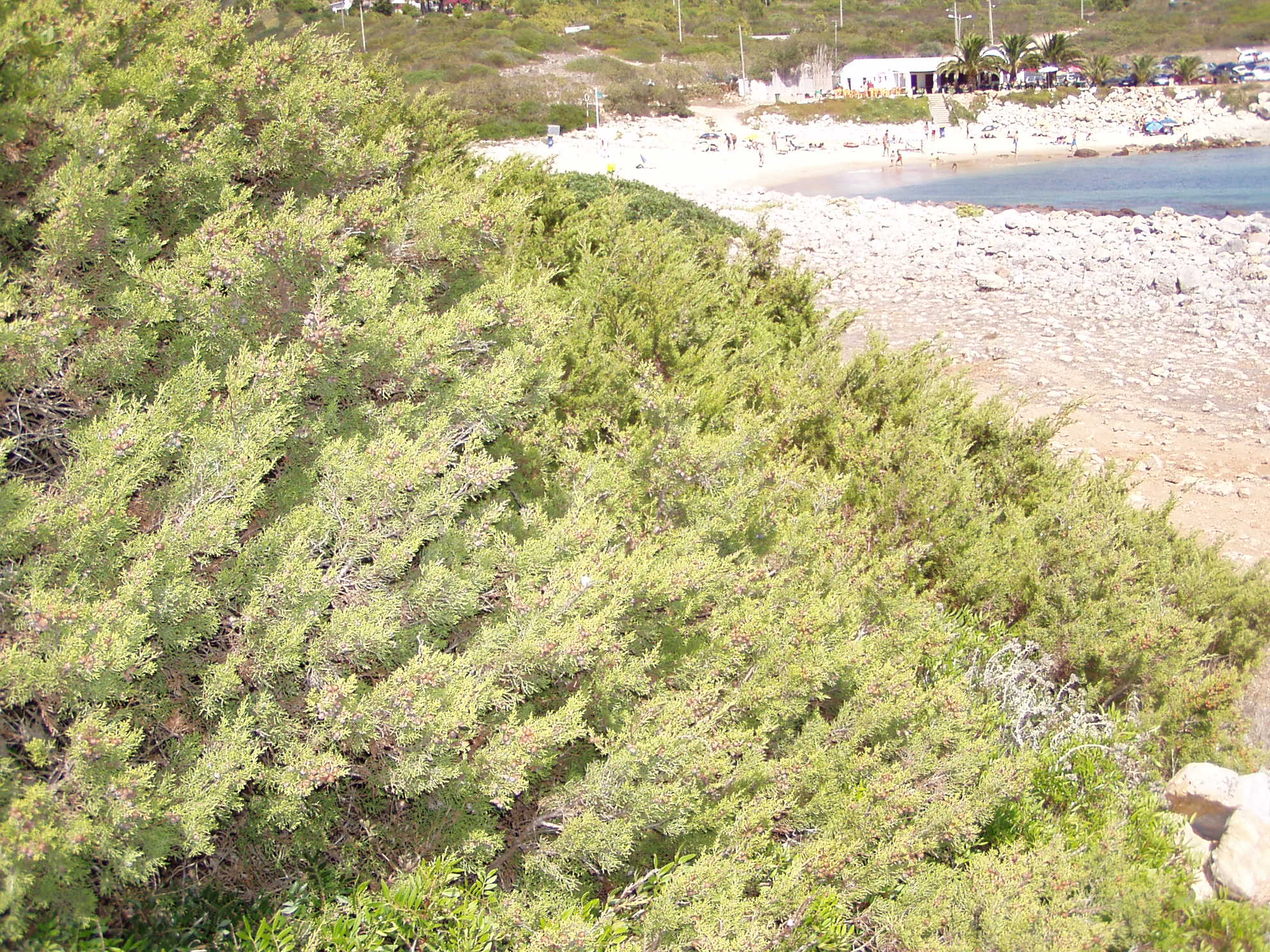
Пляж Ингрина

Почти 2/3 территории муниципалитета занимает Национальный заповедник Судоэште-Алентежану-и-Кошта-Висентина . Здесь встречается более 2700 видов растений (400 из которых встречаются только здесь).

### Пляжи Вила-Нова-ду-Бишпу
- Бургау (Praia de Burgau)
- Кабанаш-Вельяш (Cabanas Velhas)
- Бока-ду-Риу (Boca do Rio)
- Салема (Praia da Salema)
- Завиал (Zavial)
- Ингрина (Ingrina)
- Каррапатейра (Praia da Carrapateira)
- Кастележу (Castelejo)
- Кордуама (Cordoama)

### Архитектурные и археологические памятники

#### Сагреш
- Крепость Сагреш (Fortaleza de Sagres)
- Крепость Мыса Сан-Висенте (Fortaleza do Cabo de São Vicente)
- Крепость Белише (Fortaleza de Belixe)
- Форт Балеейра (Forte da Baleeira)

#### Рапозейра
- Менир Аспрадантеш (Menir de Aspradantes)
- Часовня Богоматери Гвадалупской (Ermida de Nossa Senhora de Guadalupe)
- Церковь Рапозейра (Igreja da Raposeira)
- Дом Инфанта (Casa do Infante)

#### Вила-ду-Бишпу
- Группа мениров Вила-ду-Бишпу (Conjunto de menires de Vila do Bispo)
- Церковь Богоматери Вила-ду-Бишпу (Igreja Matriz de Vila do Bispo)

#### Буденш
- Форт Бургау (Forte de Burgau)
- Форт Бока-ду Риу (форт в устье реки) (Forte da Boca do Rio)
- Римско-лузитанские руины Бока-ду-Риу (Ruínas lusitano-romanas da Boca do Rio)

## Экономика
Основана в основном на туристическом бизнесе. Во внутренних районах имеются небольшие сельскохозяйственные угодья.

## Транспорт
Через территорию муниципалитета проходят автодороги N125 Сагреш — Фару и N268 Сагреш — Алжезур.
Расстояние от Вила-ду-Бишпу по автодороге до:Алжезур — 34,4 км, Сагреш — 9,6 км, Лагуш — 23,6 км, Фару — 110 км.

## Районы
| Фрегезии (районы) муниципалитета Вила-ду-Бишпу | Фрегезии (районы) муниципалитета Вила-ду-Бишпу | Фрегезии (районы) муниципалитета Вила-ду-Бишпу | Фрегезии (районы) муниципалитета Вила-ду-Бишпу | Фрегезии (районы) муниципалитета Вила-ду-Бишпу | Фрегезии (районы) муниципалитета Вила-ду-Бишпу | Фрегезии (районы) муниципалитета Вила-ду-Бишпу |
| ---------------------------------------------- | ---------------------------------------------- | ---------------------------------------------- | ---------------------------------------------- | ---------------------------------------------- | ---------------------------------------------- | ---------------------------------------------- |
| №                                              | Наименование                                   | Оригинальное наименование                      | Кол-во жителей чел.(2001)                      | Территория км²                                 | Плотность чел./км²                             | Почтовый индекс                                |
| 1                                              | Баран-де-Сан-Мигел                             | Barão de São Miguel                            | 440                                            | 14,86                                          | 29,61                                          | 8650-000 BARAO DE SAO MIGUEL                   |
| 2                                              | Буденш                                         | Budens                                         | 1573                                           | 45,69                                          | 34,43                                          | 8650-000 BUDENS                                |
| 3                                              | Вила-ду-Бишпу                                  | Vila do Bispo                                  | 956                                            | 58,44                                          | 16,36                                          | 8650-000 VILA DO BISPO                         |
| 4                                              | Рапозейра                                      | Raposeira                                      | 441                                            | 25,71                                          | 17,15                                          | 8650-000 RAPOSEIRA                             |
| 5                                              | Сагриш                                         | Sagres                                         | 1939                                           | 34,28                                          | 56,56                                          | 8650-000 SAGRES                                |